# Mykolaivka Persha
Mykolaivka Persha  (ucraniano: Миколаївка Перша) es una localidad del Raión de Podilsk en el Óblast de Odesa de Ucrania. Según el censo de 2001, tiene una población de 146 habitantes.